# Albrecht Dubský z Třebomyslic
Albrecht hrabě Dubský z Třebomyslic (celým jménem Albrecht Bohuslav Alois Arnošt hrabě Dubský z Třebomyslic, německy Albrecht Graf Dubsky von Třebomislitz; 12. července 1882 Lysice – 11. října 1962 Vídeň) byl velkostatkář a politik ze starobylého českého šlechtického rodu Dubských z Tebomyslic.

## Původ a mládí
Pocházel ze starobylého rodu Dubských připomínaného od 14. století, patřil k tzv. starší hraběcí (lysické) větvi rodu, jeho rodiči byli c. k. generálmajor hrabě Quido Dubský (1835–1907) a hraběnka Alžběta Kinská (1855–1942). Albrecht Dubský se narodil na rodovém sídle v Lysicích, maturoval v Brně, poté absolvoval studium práv ve Vídni.
Jako právní koncipient působil u státních úřadů v Brně, Znojmě a Novém Jičíně, souběžně sloužil v armádě, v níž dosáhl hodnosti poručíka. I když jeho otec zemřel v roce 1907, až v roce 1910 opustil Albrecht státní službu a převzal správu rodového majetku v Lysicích. V letech 1913–1914 byl poslancem Moravského zemského sněmu, kde patřil k aktivním diskutérům a členům několika sněmovních výborů.

## Albrecht Dubský za první republiky a druhé světové války
Po roce 1918 zasáhla do rodového majetku pozemková reforma, která původní rozsah lysického velkostatku snížila o jednu pětinu (cca 500 hektarů půdy). K velkostatku nicméně nadále patřilo přes 2 000 hektarů půdy převážně lesních porostů, kromě toho Dubský provozoval továrnu na výrobu hřebíků v Drnovicích, ta však v době hospodářské krize zanikla. Albrecht Dubský se i za první republiky aktivně zapojoval do veřejného dění, v letech 1919-1923 byl také členem obecního zastupitelstva v Lysicích. Byl členem řady spolků a organizací nejen v Lysicích, ale také v Brně, krátce zastával funkci předsedy Německého spolku pro dějiny Moravy a Slezska.
I když byl Albrecht Dubský podle vzpomínek lysických starousedlíků Čechem, dokumenty Národního pozemkového fondu dokládají, že za druhé světové války přijal německé občanství. V létě 1944 si u pobočky Moravské banky v Boskovicích vypůjčil jeden milión korun, větší část převedl na účet ve Vídni. Na jaře 1945 odeslal část uměleckých sbírek do Rakouska, ta ale skončila v rukou sovětské armády. Koncem dubna 1945 odjel Albrecht Dubský ke svému švagrovi baronu Hildprandtovi do Blatné v jižních Čechách. Tady byl ale zadržen americkou armádou a byla mu zabavena hotovost ve výši půl miliónu korun, předtím rozdělil 80 000 korun mezi své zaměstnance v Lysicích. Později se dostal do Rakouska a žil ve Vídni, velkostatek i se zámkem v Lysicích byl zestátněn v květnu 1945.
Na zámku v Sokolnicích u Brna se v roce 1919 oženil s hraběnkou Julianou Mitrovskou z Nemyšle (15. 6. 1898 Dolní Rožínka – 4. 6. 1986 Vídeň), která byla iniciátorkou posledních změn v zámeckém parku v Lysicích. Manželství ale zůstalo bezdětné, takže úmrtím Albrechta Dubského (zemřel 11. října 1962 ve Vídni) starší linie hrabat Dubských vymřela.